# Gödel-Universum
Das Gödel-Universum  oder R-Universum  bezeichnet eine von dem österreichischen Mathematiker Kurt Gödel 1949 entdeckte kosmologische Lösung der Gleichungen der Allgemeinen Relativitätstheorie (ART). Es beschreibt ein rotierendes, geschlossenes, stationäres, homogenes Universum mit negativer kosmologischer Konstante und zeichnet sich dadurch aus, dass in ihm Zeitreisen möglich sind. Genauer existieren im Gödel-Universum geschlossene zeitartige Kurven durch jeden Ereignispunkt. Diese sind allerdings keine Geodäten, sodass Zeitreisen nur mit sehr hohen Beschleunigungen möglich wären. 
Das Gödel-Universum ist kein realistisches Modell unseres Universums. Allerdings argumentierte Gödel, dass bereits die theoretische Möglichkeit von Zeitreisen in der ART gegen die Existenz eines objektiven Zeitflusses spricht.
Das Gödel-Universum verletzt auch das Machsche Prinzip in der ursprünglich von Einstein für die ART avisierten Form. Durch Betrachtung eines endlichen statt unendlichen Universums konstruierten Ozsvath und Engelbert Schücking 1962 eine Variante ohne Zeitreisen in die Vergangenheit, die aber immer noch das Machsche Prinzip verletzt.